# جو غونزاليس
جو غونزاليس (بالإنجليزية: Joe Gonzales) هو لاعب كرة قاعدة أمريكي، ولد في 19 مارس 1915 في سان فرانسيسكو في الولايات المتحدة، وتوفي في 16 نوفمبر 1996 في توررانسي في الولايات المتحدة.

## وصلات خارجية
- جو غونزاليس على موقع دوري كرة القاعدة الرئيسي (الإنجليزية)
- جو غونزاليس على موقعبيزبول رفرنس.كوم (الدوري الرئيسي) (الإنجليزية)
- جو غونزاليس على موقعبيزبول رفرنس.كوم (الدوري الثانوي) (الإنجليزية)